# Gelria
Gelria è un genere di batterio appartenente alla famiglia delle Thermoanaerobacteriaceae.